# Jan Piwnik

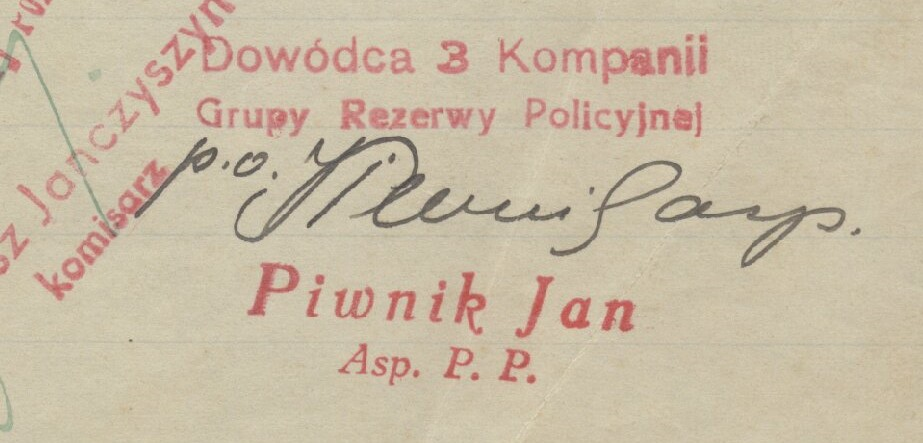
Podpis i pieczątka imienna asp. PP Jana Piwnika

Jan Piwnik ps. Donat, Ponury, Jaś (ur. 31 sierpnia 1912 w Janowicach, zm. 16 czerwca 1944 pod Jewłaszami) – kapitan Wojska Polskiego i aspirant Policji Państwowej, cichociemny, pośmiertnie awansowany do stopnia majora, a następnie do stopnia pułkownika (2012); dowódca partyzancki Armii Krajowej w Górach Świętokrzyskich i na Nowogródczyźnie .

## Życiorys

### Młodość i służba w Policji Państwowej
Urodził się w rodzinie Jana i Zofii z domu Kłonica. Uczęszczał do szkoły powszechnej w Janowicach, a następnie Gimnazjum im. J. Chreptowicza w Ostrowcu Świętokrzyskim, w którym w 1932 r. zdał maturę. Do 1933 r. służył w Szkole Podchorążych Rezerwy Artylerii we Włodzimierzu Wołyńskim, kończąc ją w stopniu plutonowego podchorążego rezerwy. W 1934 r. został mianowany podporucznikiem rezerwy. W latach 1935–1939 służył w Policji Państwowej. Początkowo szkolił się w szkole oficerów policji w Mostach Wielkich, a następnie kierował posterunkiem w Horochowie na Wołyniu. Od 1938 służył w Grupie Rezerwy Policyjnej w Warszawie. 5 kwietnia 1939 został przesunięty z 1. do 3. kompanii na stanowisko dowódcy plutonu. Z dniem 1 maja 1939 został mianowany aspirantem PP. 26 czerwca odszedł do Mazowieckiej Szkoły Podchorążych Rezerwy Artylerii w Zambrowie na ośmiotygodniowe oficerskie ćwiczenia wojskowe. 19 sierpnia powrócił z ćwiczeń i objął funkcję pełniącego obowiązki dowódcy 3 kompanii Grupy Rez. Pol. Na tym stanowisku wziął udział w kampanii wrześniowej. Wycofywał się wraz ze swoim pododdziałem poprzez Lubelszczyznę w kierunku granicy polsko-węgierskiej, którą przekroczył 23 września.

### Udział w wojnie obronnej i jednostkach polskich na Zachodzie
Po ucieczce w marcu 1940 r. z obozu internowania na Węgrzech, dostał się przez Jugosławię i Włochy do Francji, gdzie wstąpił do 4 pułku artylerii ciężkiej. Został dowódcą baterii artylerii. Kiedy w czerwcu 1940 r. Francja skapitulowała, J. Piwnik na czele oddziału skupiającego rozbitków z różnych polskich jednostek, na jednym z ostatnich statków przedostał się do Wielkiej Brytanii. Został wcielony do dywizjonu artylerii w 4 Brygadzie Kadrowej Strzelców. Następnie przeniósł się do 1 Samodzielnej Brygady Spadochronowej.

### Cichociemny
Zgłosił się do służby w kraju. Od stycznia do października 1941 r. na szkoleniach dla cichociemnych, brał udział w kursie walki konspiracyjnej w Briggens pod Londynem i kursie spadochronowym w Ringway koło Manchesteru. Został też na krótko instruktorem w ośrodku wstępnego szkolenia spadochronowego zwanego „małpim gajem” w Largo House. Po ukończeniu kolejnych 5 kursów zasadniczych: zaprawowego, badań psychotechnicznych, spadochronowego, walki konspiracyjnej i odprawowego. 20 marca 1941 został awansowany do stopnia porucznika.
10 października 1941 r. złożył przysięgę obowiązującą w ZWZ-AK. Zrzucony do Polski nocą z 7 na 8 listopada w operacji lotniczej o kryptonimie „Ruction”, z samolotu Halifax L-9612 (138 Dywizjon RAF). Zrzut przyjęła placówka odbiorcza „Ugór” położona pod Łyszkowicami koło wsi Czatolin, 20 km na zachód od Skierniewic. Wśród członków obsługi placówki znajdowała się Emilia Malessa ps. Marcysia, która później została żoną J. Piwnika. Razem z nim skoczyli: cichociemny kpt. Niemir Bidziński oraz kurier Delegatury Rządu na kraj ppor. Napoleon Segieda ps. Wera.

### Udział w Wachlarzu
Został przydzielony do komórki Oddziału V Komendy Głównej ZWZ-AK, zajmującej się sprawami odbioru zrzutów lotniczych (krypt. „Syrena”). Powierzono mu koordynację wszystkich spraw związanych z przyjmowaniem kolejnych grup cichociemnych. Po wypełnieniu swoich zadań miał objąć dowództwo ochrony Delegata Rządu na Kraj, ale zgodnie z własnym życzeniem 13 czerwca 1942 r. objął dowództwo II odcinka „Wachlarza” w Równem. Jednakże krótko po tym został aresztowany wraz z Janem Rogowskim ps. Czarka przez żandarmerię niemiecką w drodze na akcję w Zwiahlu. Po 4 miesiącach uciekł z więzienia w Zwiahlu i dotarł pieszo do Warszawy. Po krótkim odpoczynku i dojściu do zdrowia po przebytej czerwonce otrzymał funkcję inspektora i prowadził szkolenia z zakresu dywersji. W listopadzie 1942 r. Komendant Główny AK, gen. Stefan Rowecki ps. Grot wyznaczył go do zadania przeprowadzenia akcji odbicia 3 ludzi (kpt. Alfreda Paczkowskiego ps. Wania, komendanta III odcinka „Wachlarza”, Mariana Czarneckiego ps. Ryś i Piotra Downara ps. Azor) z więzienia w Pińsku. Po długich przygotowaniach akcja odbyła się 18 stycznia 1943 r. Uwolnieni oficerowie AK zostali przetransportowani do Warszawy. Za tę akcję J. Piwnik został odznaczony Orderem Virtuti Militari. Akcja pińska została uznana za wzorcową i na jej podstawie prowadzono szkolenia dywersji. W odwecie za jej przeprowadzenie Niemcy kilka dni później rozstrzelali 30 zakładników .

### Partyzantka w Górach Świętokrzyskich
Po powrocie z Pińska J. Piwnik zaczął starania o uzyskanie zezwolenia na sformowanie leśnego oddziału partyzanckiego. Z uwagi na działalność w Kieleckiem coraz większej liczby bandyckich grup w marcu 1943 r. KG AK wyraziła zgodę. W połowie maja J. Piwnik formalnie przyjął funkcję dowódcy Zgrupowań Partyzanckich AK „Ponury”. W krótkim czasie stworzył zgrupowania liczące ok. 100 ludzi. 4 czerwca został też komendantem „Kedywu” Okręgu V Radomsko-Kieleckiego AK. Wprawdzie początkowo nie chciał przyjmować tej funkcji, lecz uczynił to, gdyż obawiał się, że inny komendant będzie ograniczał działania jego oddziałów partyzanckich. W tym czasie bazą wypadową zgrupowań stało się wzgórze 326 pod nazwą Wykus w Puszczy Świętokrzyskiej. Z inicjatywy J. Piwnika w niemieckiej fabryce uzbrojenia w Suchedniowie – w celu dozbrojenia partyzantów – została zapoczątkowana tajna produkcja kopii angielskich stenów, którą prowadził inż. Kazimierz Czerniewski ps. Korebko. Latem jego zgrupowania z powodzeniem przeprowadziły szereg akcji dywersyjnych i ataków na obiekty niemieckie, likwidowały też konfidentów, rozprawiały się z bandami rabunkowymi. Prowadzono ponadto szkolenie rekruckie z położeniem nacisku na dywersję, minerstwo, opanowanie znajomości broni. Ludność Kielecczyzny uznawała J. Piwnika za przedstawiciela władz i zwracała się do niego m.in. z prośbami o rozwiązywanie sporów sąsiedzkich (co świadczyło o dużym zaufaniu). Pierwsza uroczysta przysięga i symboliczne wręczenie orzełków nastąpiły 11 lipca.
Następnego dnia, w odwecie za pacyfikację Michniowa oddziały „Ponurego” przeprowadziły nocny atak na pociąg pośpieszny relacji Kraków–Warszawa, co mogło być pretekstem do systematycznej masakry mieszkańców wsi, rozpoczętej przez Niemców we wczesnych godzinach rannych 13 lipca.

Komendant Zgrupowań Partyzanckich Armii Krajowej „Ponury” por. Jan Piwnik wita księdza Mariana Majewskiego ps. „Robak”, który przybył do obozu partyzantów AK na Wykusie odprawić mszę św. 12 września 1943 roku. W środku por. Eugeniusz G. Kaszyński ps. „Nurt”, dowódca Zgrupowania nr 1. Za „Ponurym” w skórzanym płaszczu por. „Habdank” Jerzy Stefanowski, dowódca oddziału w Zgrupowaniu nr 1. Zdjęcie: Tadeusz Rylski

19 lipca zgrupowanym na Wykusie partyzantom J. Piwnika udało się ujść przed pierwszą niemiecką obławą, kryjąc się w rejonie Grzybowa i Piasecznej Góry. Pod naciskiem Komendy Okręgu J. Piwnik podzielił swoje zgrupowania, zaś sam w sierpniu oddał się do dyspozycji Komendy Okręgu. 16 września ponownie zarządził koncentrację na Wykusie, aby uroczyście wręczyć żołnierzom sztandar zgrupowań ufundowany przez miejscową ludność. Jednakże na kilka dni wcześniej dowiedział się o planowanej przez Niemców kolejnej obławie. Nie odwołał koncentracji, gdyż przygotował na wroga zasadzkę. W rezultacie Niemcy odnieśli duże straty, a partyzanci 19 września zgrupowali się na Łysicy. 6 października w rejonie Rejowa (dzielnica Skarżyska-Kamiennej) J. Piwnik spotkał się z szefem Kedywu KG AK płk Emilem Fieldorfem ps. Nil, podczas którego złożył prośbę o zwolnienie go z funkcji szefa okręgowego Kedywu. Na 28 października wyznaczył ostatnią przed rozłączeniem oddziałów koncentrację zgrupowań. Tym razem Niemcy także przeprowadzili obławę, zadając spore straty partyzantom (ponad 30 ludzi). Sposób jej przeprowadzenia wskazywał, że Niemcy doskonale wiedzieli nie tylko o miejscu i czasie koncentracji, ale nawet o sposobie rozstawienia placówek. Wbrew dotychczasowym zwyczajom, weszli do lasu w nocy i przesiedzieli w nim aż do rana w bezpośredniej bliskości partyzanckiego obozowiska. J. Piwnik zorientował się wówczas, że ktoś z jego podkomendnych musi współpracować z wrogiem. Później okazało się, że jest nim ppor. Jerzy Wojnowski ps. Motor. 11 listopada – w rocznicę odzyskania niepodległości – J. Piwnik zarządził koncentrację na wzgórzu Szczytniak. Większość członków swojego oddziału rozesłał następnie na meliny, a tylko ok. 40 osób (głównie oficerów) pozostało z nim na Szczytniaku. W tym czasie Komenda Okręgu zerwała ze zgrupowaniami wszelkie kontakty w obawie przed dekonspiracją. Jednocześnie J. Piwnik dowiedział się nieoficjalnie, że dowódca Okręgu złożył wniosek dyscyplinarnego zdjęcia go z dowodzenia zgrupowań z powodu zagrożenia dla konspiracji, narażania ludności cywilnej na represje niemieckie po brawurowych, a – jego zdaniem – niepotrzebnych akcjach, m.in. po pierwszej pacyfikacji Michniowa. Sprawa przeniosła się ostatecznie na szczebel Komendy Głównej AK, która ostatecznie w grudniu podjęła decyzję pozbawienia go dowództwa (dodatkowym powodem był zamiar samowolnego przejścia J. Piwnika wraz z jego oddziałami na Lubelszczyznę, co zostało potraktowane jako zamiar zerwania z AK i wypowiedzenie posłuszeństwa). 2 stycznia 1944 r. J. Piwnik otrzymał odpis stosownego rozkazu Komendanta Głównego AK, gen. Tadeusza Komorowskiego ps. Bór. Następnego dnia napisał on dramatyczny raport (raport w całości) i prośbę o rewizję decyzji, ale Komenda Główna nie zmieniła rozkazu. W związku z tym w końcu stycznia 1944 zameldował się w Warszawie do dyspozycji KG AK, od której dostał przydział do Okręgu Nowogródek i w marcu objął kierownictwo szczuczyńskiego ośrodka dywersyjnego.

### Okręg Nowogródek

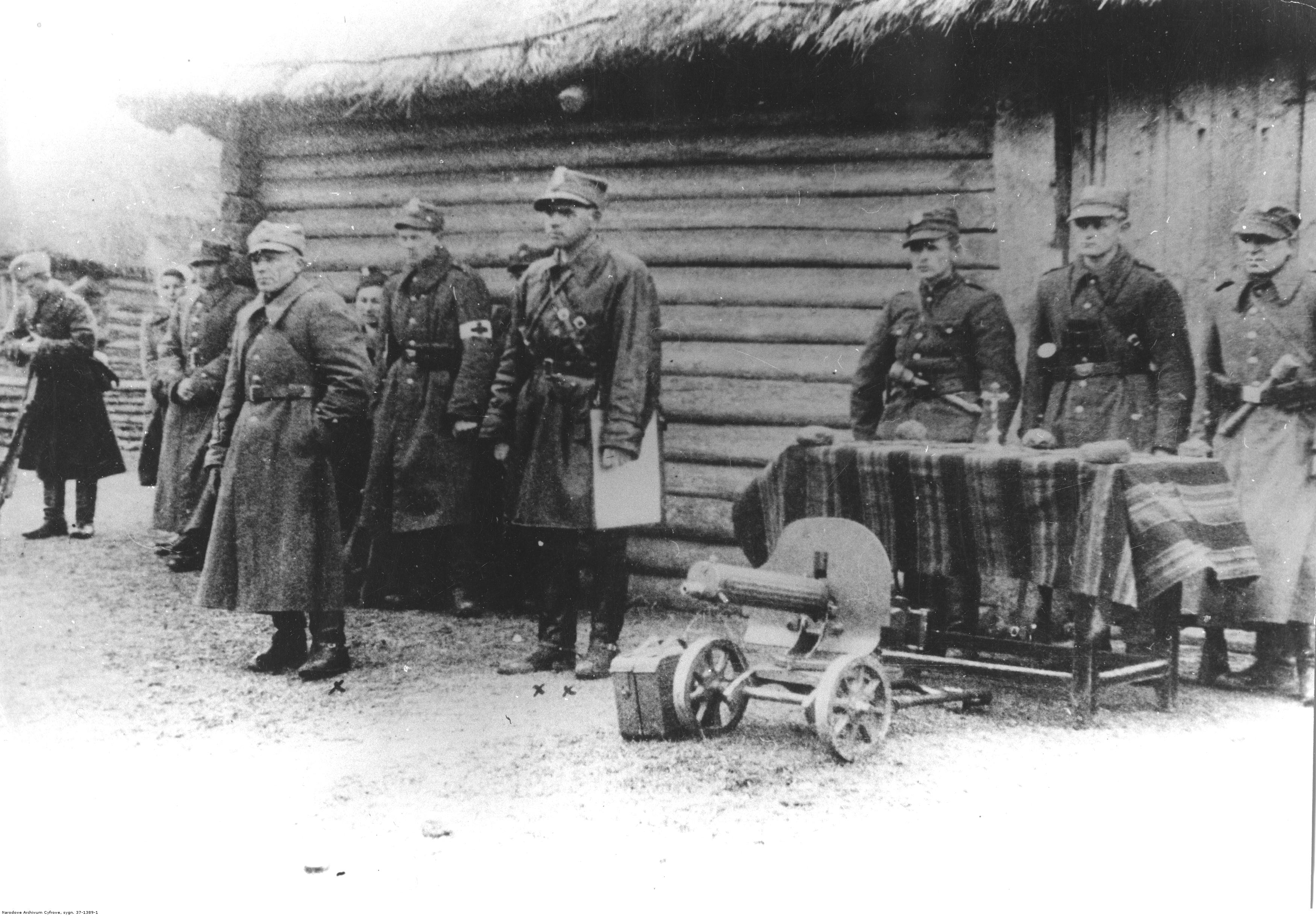
Przysięga żołnierzy 2 kompanii 7 batalionu 77 Pułku Piechoty (Okręg Nowogródek Armii Krajowej). Na fotografii widoczni są oficerowie i stół z krucyfiksem. Stoją od lewej: drugi (w głębi) ppor. Bojomir Tworzyański ps. „Ostoja”, trzeci ppłk Jan Szulc vel Janusz Szlaski ps. „Prawdzic”, piąty (z mapnikiem) por. Jan Piwnik ps. „Ponury”.

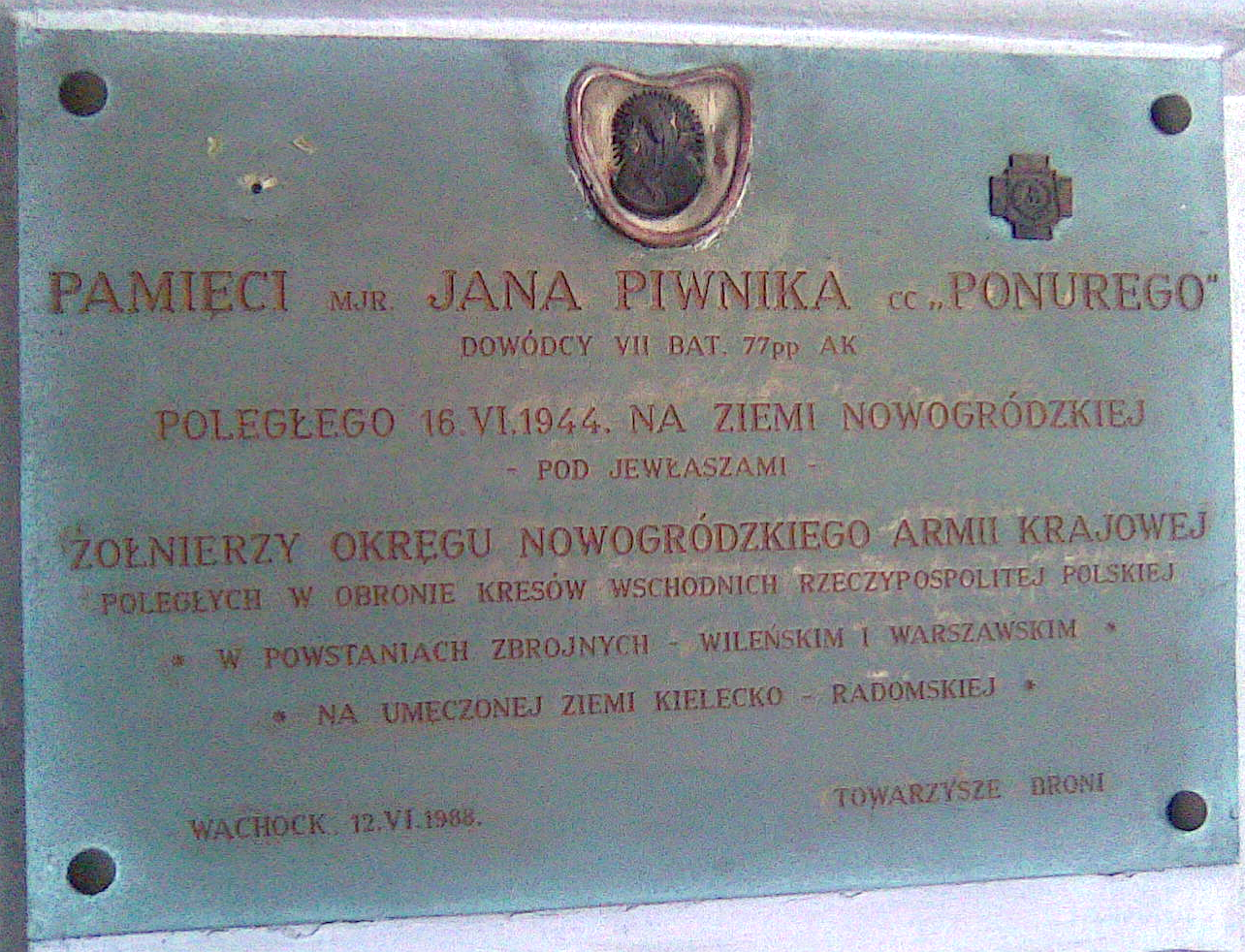
Tablica umieszczona w krużgankach kościoła św. Antoniego z Padwy przy ul. Senatorskiej 31/33 w Warszawie (wandale uszkodzili ryngraf Matki Bożej Ostrobramskiej)

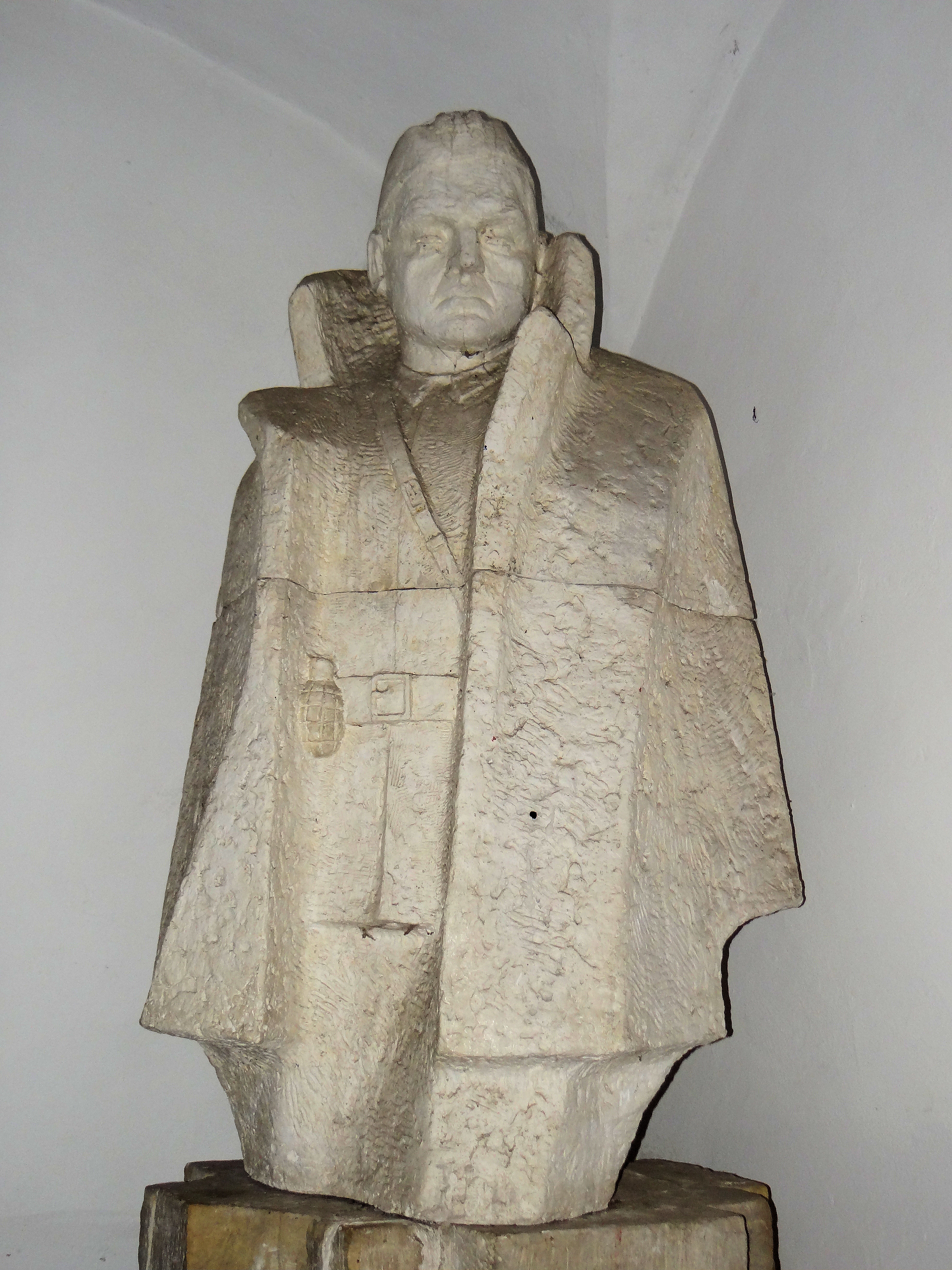
Figura pomnika Jana Piwnika w klasztorze Cystersów w Wąchocku

Na teren Okręgu Jan Piwnik przybył na przełomie lutego i marca. Objął dowództwo kompanii szczuczyńskiej Nadniemeńskiego Zgrupowania Partyzanckiego, na czele którego stał ppłk Maciej Kalenkiewicz ps. Kotwicz. Na koniec kwietnia przygotował uderzenie na posterunek żandarmerii i wielki magazyn broni w Szczuczynie. Atak odbył się 29 kwietnia, ale Niemcy zostali wcześniej o nim powiadomieni i partyzanci stracili ok. 30 ludzi. Kilka dni później zaatakowano i zdobyto miasteczko Wasiliszki na zachód od Lidy, rozbijając niemiecki garnizon i zdobywając duże ilości broni i materiałów. W tym czasie szczuczyński batalion wszedł w skład 77. Pułku Piechoty AK, a Jana Piwnika mianowano 1 maja dowódcą VII batalionu, który po miesiącu istnienia przekroczył stan 700 ludzi. Okres maja i początku czerwca Jan Piwnik poświęcił na sprawy organizacyjne i drobne starcia z Niemcami. Dał się wówczas poznać jako doskonały taktyk i gospodarz. Stworzył bazy żywnościowo-zaopatrzeniowe dla swojego oddziału, w których gromadził żywność na zapasy dla wojska ściągane sprawiedliwie od okolicznych mieszkańców. Zorganizował też szpital partyzancki. W połowie czerwca przyszedł rozkaz realizacji planu „Burza”. Bataliony działające w rejonie Lidy miały uderzyć na umocnienia niemieckie na granicy, tzw. „stützpunkty”, czyli umocnione stanowiska oporu odległe od siebie o 10–12 km. Akcję zaczęto 8 czerwca od Jachnowicz. Jan Piwnik uznał, że dla zdobycia niemieckiego umocnienia wystarczy jedna kompania, tym bardziej że wzmocniono ją cekaemem i garłaczem. Dwie pozostałe kompanie rzucił na zastawienie zasadzek, gdyż zarówno od Sobakińc, jak i Nowego Dworu mogła przybyć niemiecka odsiecz. Niemcy ostatecznie stracili 5 zabitych (w tym dowódcę) oraz 11 rannych. Do niewoli wzięto 32 jeńców. Po polskiej stronie zginął 1 żołnierz. Zdobyto dużo broni zarówno w punkcie umocnienia, jak i w akcji dodatkowej 3. kompanii, rozłożonej w zasadzce przy szosie z Nowego Dworu. W dwugodzinnym boju spalono tu 3 ciężarówki, zabito 57 Niemców, w tym 2 oficerów, zdobyto 2 cekaemy, 1 lekki karabin maszynowy, 5 erkaemów, 2 moździerze, 18 pistoletów maszynowych i kilkanaście karabinów. 16 czerwca zaatakowano kolejny stützpunkt pod wsią Jewłasze. Podczas ataku poległ Jan Piwnik. Przed śmiercią miał wyszeptać do znajdującego się przy nim lekarza: Powiedz żonie i rodzicom, że ich bardzo kochałem, i że umieram jako Polak... I pozdrówcie Góry Świętokrzyskie... Pochowano go na cmentarzu w Wawiórce.

## Życie prywatne
Jesienią 1943 zawarł związek małżeński z Emilią Malessą. Jego bratanicą jest Barbara Piwnik – prawniczka, sędzia i minister sprawiedliwości w latach 2001–2002. Siostrzeńcem i jednocześnie kustoszem pamięci o Janie Piwniku jest Mieczysław Sokołowski.

## Ordery i odznaczenia
- Krzyż Złoty Orderu Wojennego Virtuti Militari
- Krzyż Srebrny Orderu Wojennego Virtuti Militari
- Krzyż Wielki Orderu Odrodzenia Polski – 2010, pośmiertnie[19] – order wręczono 12 grudnia 2012 siostrzenicy „Ponurego”, Alicji Sokołowskiej[20]
- Krzyż Walecznych – dwukrotnie
- Brązowy Krzyż Zasługi[21]
- Zwykły Znak Spadochronowy numer 0013[22][23]

31 października 2012 minister obrony narodowej Tomasz Siemoniak podjął decyzję o pośmiertnym awansowaniu Ponurego do stopnia pułkownika Wojska Polskiego. Akt mianowania wręczono rodzinie Ponurego 16 czerwca 2013 r. w Wąchocku podczas uroczystości poświęconych 70. rocznicy powstania Świętokrzyskich Zgrupowań Partyzanckich AK „Ponury – Nurt”.

## Upamiętnienie
W 1969 roku jego rodzice podjęli starania o sprowadzenie do Polski spod Lidy jego prochów. Pomocy udzielił ówczesny prezes Związku Bojowników o Wolność i Demokrację, Mieczysław Moczar. Ostatecznie jego szczątki zostały w 1987 r. przeniesione do klasztoru cystersów w Wąchocku, a w czerwcu 1988 uroczyście pochowane w klasztornej ścianie, co poprzedziły trzydniowe uroczystości pogrzebowe.

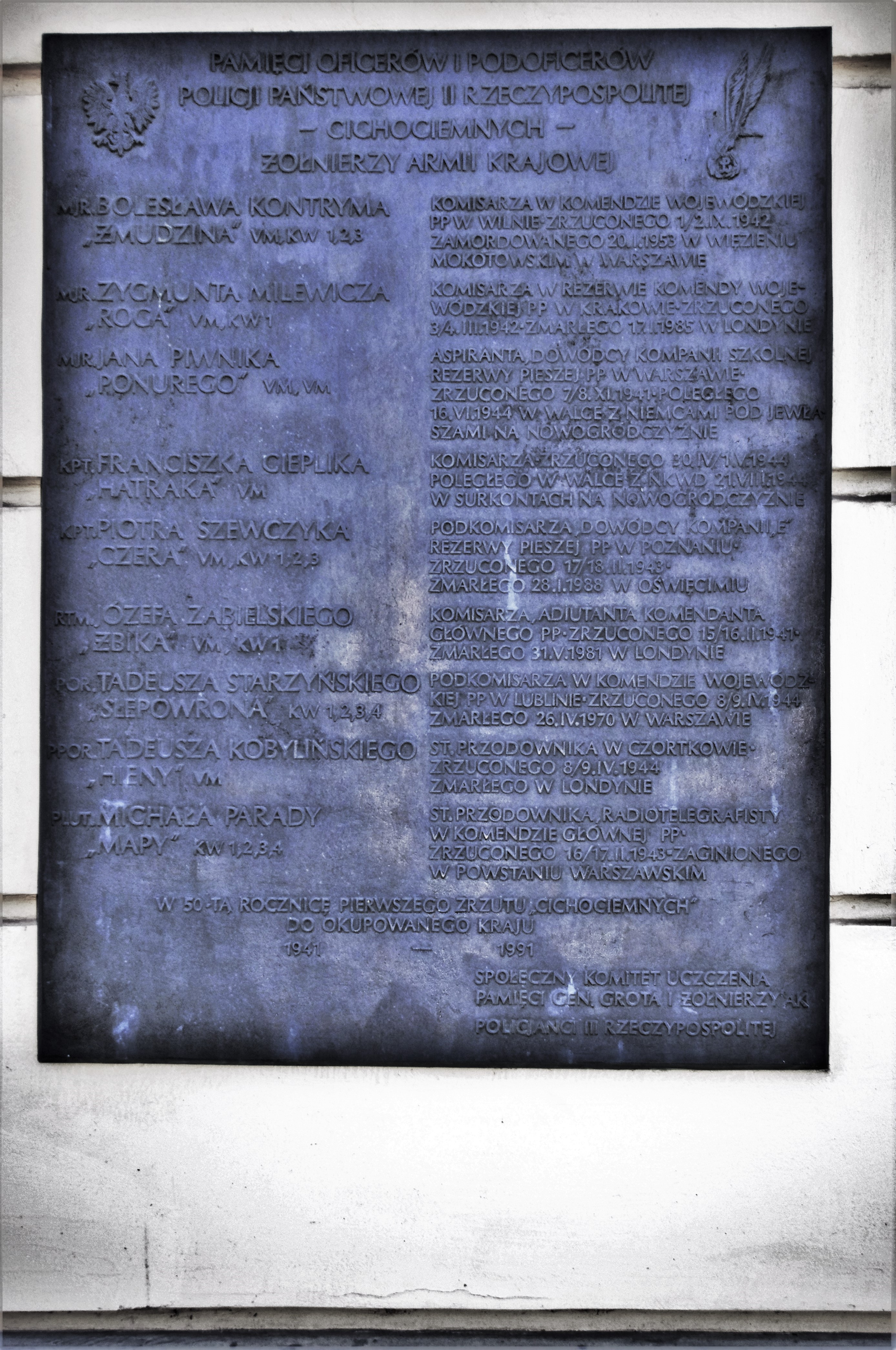
Tablica upamiętniająca oficerów i podoficerów policji państwowej II RP – cichociemnych żołnierzy AK na Pałacu Mostowskich w Warszawie

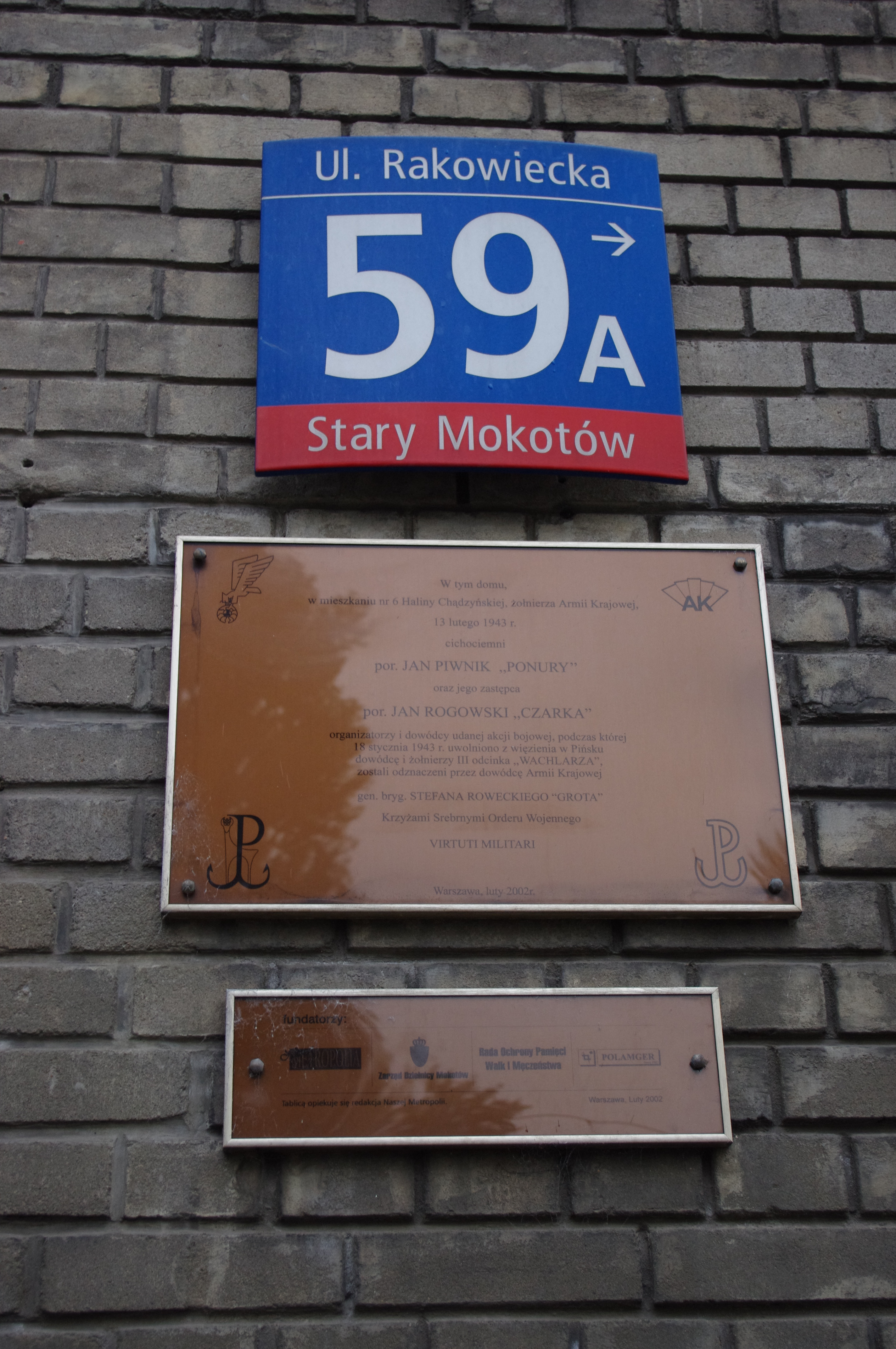
Tablica na budynku przy ul. Rakowieckiej 59 A na Starym Mokotowie w Warszawie, upamiętniająca odznaczenie w nim przez gen. Stefana Roweckiego „Grota” – Jana Piwnika ps. „Ponury” i Jana Rogowskiego ps. „Czarka”, Krzyżami Srebrnymi Orderu Wojennego Virtuti Militari.

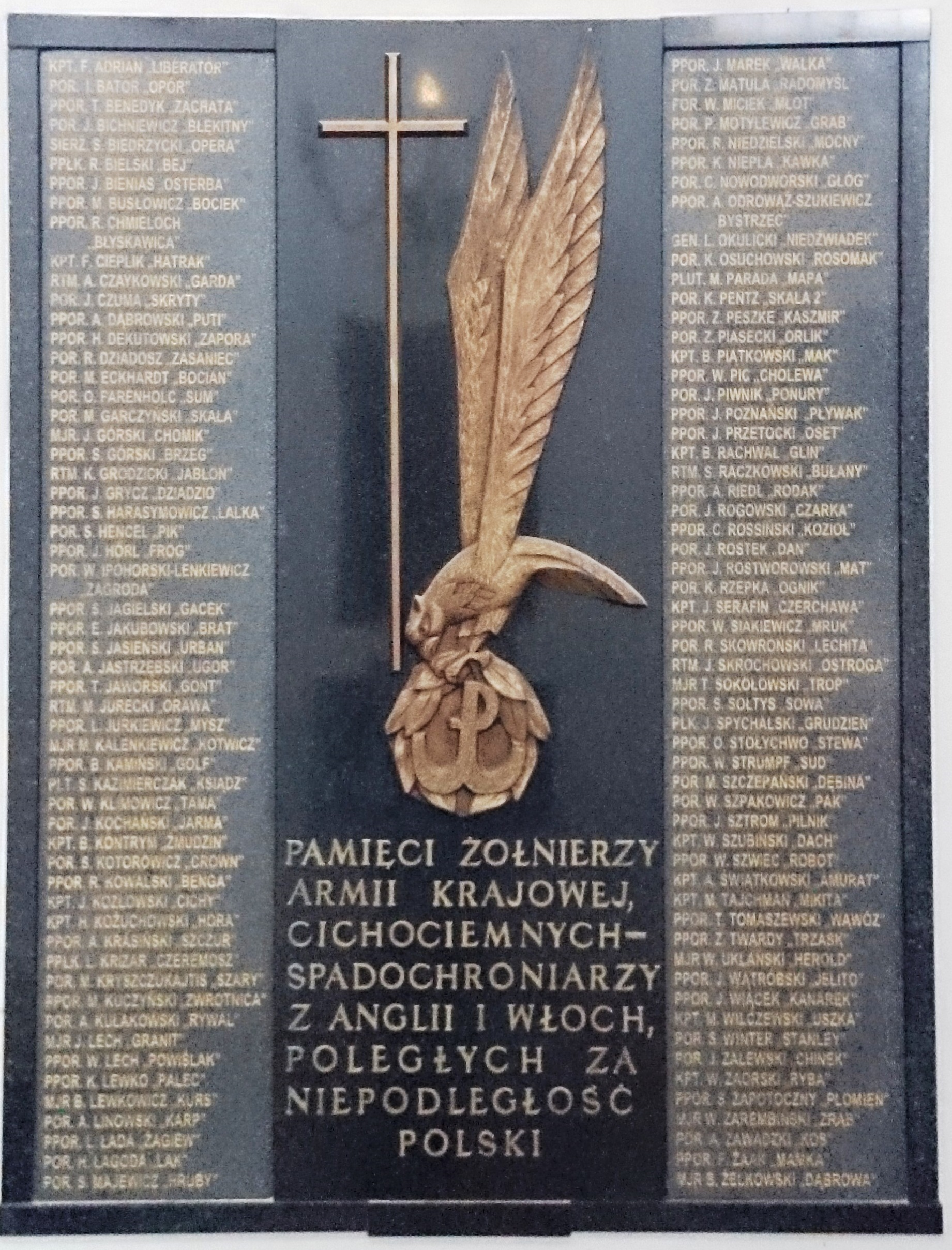
Tablica w kościele św. Jacka w Warszawie, upamiętniająca poległych cichociemnych, w tym Jana Piwnika

Jan Piwnik od 1990 r. jest patronem Policji świętokrzyskiej. Od 2002 r. policjanci, którzy wykazali się szczególnym poświęceniem i zaangażowaniem w wykonywaniu swoich obowiązków na rzecz bezpieczeństwa obywateli, odznaczani są Odznaką Zasługi imienia mjr. Jana Piwnika „Ponurego”, nadawanym przez Kapitułę Odznaki. Jego imieniem nazwano też wiele drużyn harcerskich oraz ulice w kilku miejscowościach, m.in. we Wrocławiu, Kielcach, Krakowie, Łodzi, Skarżysku-Kamiennej, Końskich, Bydgoszczy.
Do 2015 r. w rodzinnych Janowicach istniała Izba Pamięci, w której zgromadzono pamiątki rodzinne oraz przedmioty, których używał J. Piwnik podczas swojej działalności partyzanckiej. Przed domem znajduje się natomiast głaz z metalową tablicą podającą jego krótką biografię. W 2015 roku, po śmierci ostatniej opiekunki izby, materiały po Janie Piwniku zostały zdeponowane w izbie tradycji JW GROM w Warszawie, gdzie planowana jest ich ekspozycja.
Jego pomnik znajduje się też na rynku w Wąchocku.
Muzeum Orła Białego w Skarżysku prezentuje czasowo w różnych miastach Polski fotograficzną wystawę pt. „Ponury”, „Nurt” i ich żołnierze”.
W 1988 r. powstał w Wytwórni Filmów Dokumentalnych w Warszawie film dokumentalny pt. „Rapsod”, przedstawiający w poetycki sposób symboliczny pogrzeb J. Piwnika.
Od 10 października 2018 roku Sekcja Skoków Spadochronowych Wojskowej Akademii Technicznej „S3 WAT” przyjęła imię Jana Piwnika „Ponurego”.
Publiczne gimnazjum w Bodzentynie nosi imię mjr. Jana Piwnika „Ponurego”.
13 czerwca 2008 r. publiczne gimnazjum w Wąchocku przyjęło imię mjr. Jana Piwnika „Ponurego”.
Od 30 maja 2010 roku zespół szkół podstawowo-gimnazjalnych w Mominie nosi imię mjr. Jana Piwnika „Ponurego”.
W Częstochowie istnieje od 1989 roku 17 Częstochowska Środowiskowa Drużyna Starszoharcerska „Ponury” im. mjr. Jana Piwnika, działająca na terenie całej Częstochowy.
W Poznaniu od 1982 roku istnieje 4 Poznańska Drużyna Harcerzy „AK-Ponury” im. mjr. Jana Piwnika, działająca na terenie Rataj.
Od 1991 w Ostrowcu Świętokrzyskim istnieje Jednostka Strzelecka 2013 im. mjr. Jana Piwnika „Ponurego”, jednostka ta jest częścią Związku Strzeleckiego „Strzelec” Organizacji Społeczno-Wychowawczej.
W Łodzi istnieje 9 Łódzka Drużyna Harcerzy „Leśni” im. Jana Piwnika „Ponurego” oraz 69 Łódzka Drużyna Harcerzy „Puszcza” im. mjr Jana Piwnika „Ponurego”, które w dużej mierze odwołują swoją obrzędowość do bohatera.
W Gdańsku 6 lipca 1997 powstała 26 Gdańska Drużyna Harcerzy „Knieja” im. Jana Piwnika „Ponurego”, która pielęgnowała pamięć o patronie do rozwiązania drużyny w 2019 roku.
W Warszawie istnieje 72 Warszawska Drużyna Harcerzy Starszych „Uroczysko” im. Jana „Ponurego” Piwnika, oraz 252 Warszawska Drużyna harcerska im. Majora Jana Piwnika „Ponurego” działająca na Żoliborzu.
W Sosnowcu, w dzielnicy Pogoń, jedna z ulic nosi imię majora Jana Piwnika „Ponurego”.
W Radomiu istnieje 1. Szczep Radomskich Drużyn Harcerskich i Gromad Zuchowych im. Jana Piwnika „Ponurego”. Od 2008 roku każdej jesieni 1. Radomska Drużyna Wędownicza „CURRAHEE” wchodząca w skład tego szczepu organizuje Wędrowniczy Rajd Nocny „Śladami Ponurego”.
We Wrocławiu w dzielnicy Zakrzów (Psie Pole), jedna z ulic nosi imię majora Jana Piwnika „Ponurego”.
W Zagłębiu Dąbrowskim istnieje 77 zagłębiowska drużyna harcerska „Cometa” im. Jana Piwnika „Ponurego”.
W Radomsku od 2009 istnieje 37 Radomszczańska Drużyna Harcerzy „Ponurczycy” im. Jana Piwnika „Ponurego”.
Na terenie Radomia działa pododdział Polskiej Organizacji Wojskowej im. majora Jana Piwnika „Ponurego”.
7 października 2022 roku pułkownik Jan Piwnik został patronem Zespołu Szkół nr 1 w Opatowie.